# Seth Söderholm
Seth Valdemar Söderholm, född 7 december 1943 i Eksjö, är en svensk målare och grafiker.
Han är son till musikdirektören Valdemar Söderholm och Agnes Görtz. Söderholm studerade kortare perioder vid Konstfackskolan i Stockholm innan han var elev vid Kungliga konsthögskolan 1962–1964 därefter påbörjade han en arkitekturutbildning vid Kungliga tekniska högskolan. Separat ställde han bland annat ut i Eksjö och några småländska städer. Bland hans offentliga arbeten märks en väggdekoration med clownmotiv utförd i olja för Statens normalskola på Valhallavägen i Stockholm. Som bildkonstnär har han utfört en rad figurmotiv, porträtt och träsnitt.